# Divisões administrativas da Croácia
As subdivisões da Croácia no primeiro nível estão os 20 condados (županija, pl. županije) e um condado urbano (grad, "cidade"). No segundo nível estes são os municípios (općina, pl. općine) e vilas (também chamado grad, pl. gradovi). Ambos tipo de subdivisões consistem de assentamentos (naselje, pl. naselja). O 1º- e 2º-nível de subdivisões são auto-governados, enquanto naselja são utilizados principalmente para fins estatísticos, embora eles também possam instituir um ou mais níveis de governo próprio, geralmente nas cidades.

## Moderno (1992–presente)
- Condados (21)
- Municípios (429)
- Assentamentos (6,749)

## 1975–1990

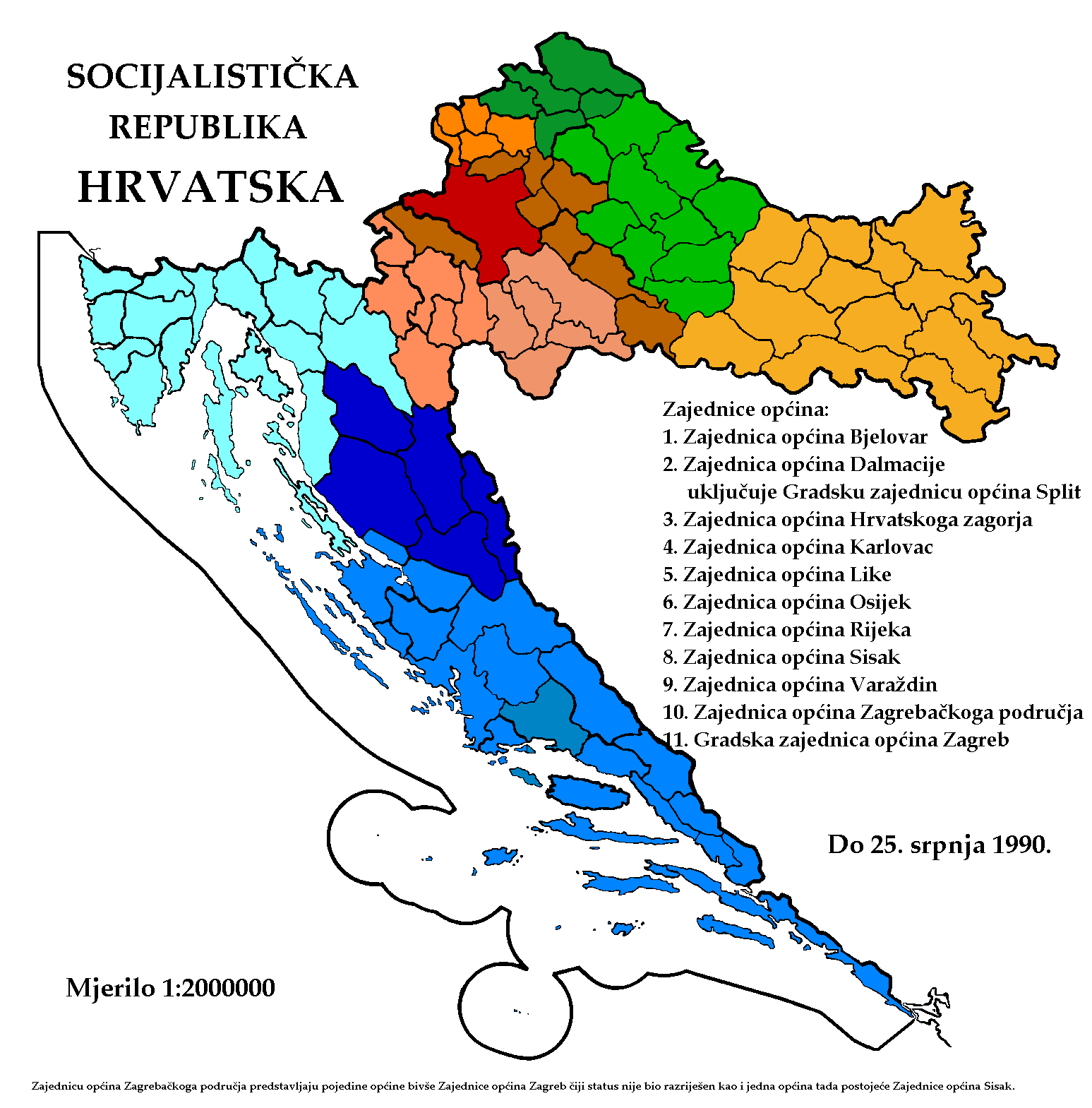
Uniões de municípios (1986-1990)

- Uniões de municípios (9)
- Municípios
- Assentamentos

## 1949–1951
- Oblasts
  - Bjelovar
  - Karlovac
  - Osijek
  - Rijeka
  - Split
  - Zagreb

## 1941–1945

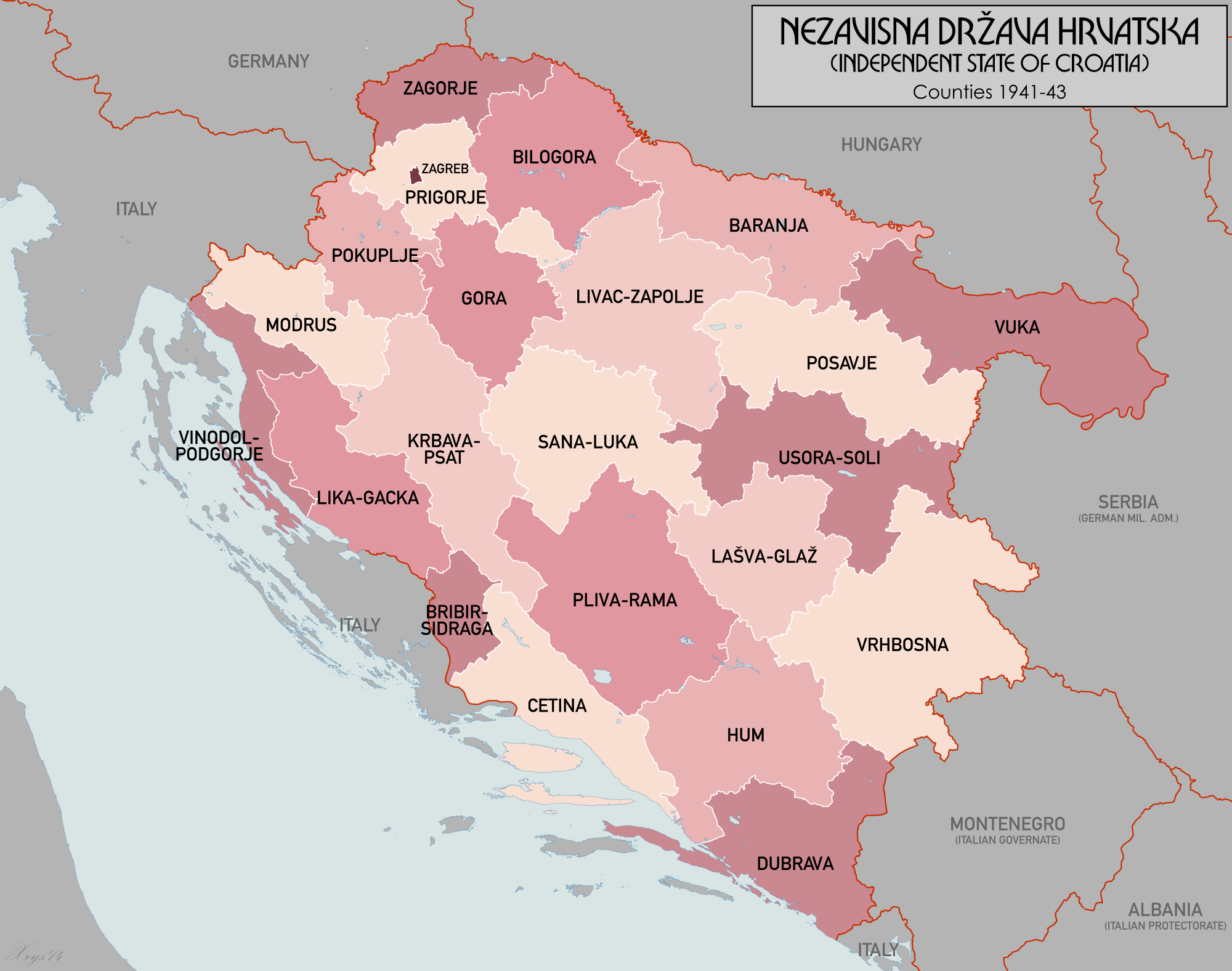
Condados em 1941

- Condados (22)
  - Baranja
  - Bilogora
  - Bribir e Sidraga
  - Cetina
  - Dubrava
  - Gora
  - Hum
  - Krbava - Psat
  - Lašva e Glaž
  - Lika e Gacka
  - Livac e Zapolje
  - Modruš
  - Pliva e Rama
  - Pokupje
  - Posavje
  - Prigorje
  - Sana e Luka
  - Usora e Soli
  - Vinodol e Podgorje
  - Vrhbosna
  - Vuka
  - Zagorje
  - Zagreb
- Distritos
- Municípios

## 1929–1941
- Banovinas

## 1922–1929
- Oblasts
  - Oblast de Dubrovnik
  - Oblast de Karlovac
  - Oblast de Osijek
  - Oblast de Split
  - Oblast de Vukovar
  - Oblast de Zagreb

## Reino da Croácia-Eslavônia(1868–1922)

Condados do Reino da Croácia-Eslavônia

- Condados
  - Modruš-Rijeka (condado)
  - Zagreb (condado)
  - Varaždin (condado)
  - Bjelovar-Križevci (condado)
  - Virovitica (condado)
  - Požega (condado)
  - Syrmia (condado)
  - Lika-Krbava (condado)
- Distritos

## Reino da Croácia (medieval)
- Condados[1]
  - Livno
  - Cetina
  - Imotski
  - Pliva
  - Pesenta
  - Klis
  - Bribir
  - Nin
  - Knin
  - Sidraga
  - Luka